# ارمنی‌های آمریکا
ارمنی‌های آمریکا (ارمنی: ամերիկահայեր) به شهروندان و دارندگان اقامت دائم ایالت متحده آمریکا با پس زمینه قومی ارمنی  گفته می‌شود. آن‌ها دومین جامعه دیاسپورای ارمنی پس از ارمنی‌های روسیه می‌باشند. هزاران تن از ارمنیان به دنبال کشتار حمیدیه (میانه دهه ۱۸۹۰) و نسل‌کشی ارمنی‌ها (۱۹۱۵) در امپراتوری عثمانی در ایالات متحده ساکن شدند.
پیشینه مهاجرت مردم ارمنی به آمریکا را کشورهای ارمنستان، ایران، سوریه، عراق و لبنان تشکیل می‌دهند.  طبق ۲۰۰۰ جمعیت ارمنی‌های آمریکا ۳۸۵٬۴۸۸ نفر بود. در سرشماری ۲۰۱۱ میلادی جمعیت ارمنی‌های اهل ایالات متحده آمریکا با ۴۰ درصد رشد به ۴۸۳٬۳۶۶ نفر رسیده‌است. بالاترین درصد تراکم ارمنی‌های آمریکا در منطقه لس‌آنجلس بزرگ می‌باشد.
شبکه‌های تلویزیونی AABC, USArmenia TV و روزنامه «آسبارز» Asbarez.com از جمله رسانه‌های سمعی و بصری معروف ارمنی‌های آمریکا می‌باشد.

## پیشگامان ارمنی
اولین ارمنی معروفی که به آمریکا مهاجرت کرده شخصی موسوم به «مارتین ارمنی» (Martin the Armenian) بود. او در سال ۱۶۱۸ میلادی هنگامی که شهر جیمزتاون، ویرجینیا تنها مستعمره‌ای یازده ساله بود به آنجا رسید. چند ارمنی نیز گزارش شده که در سده‌های هفدهم و هجدهم به آمریکا آمدند اما آنها عمدتاً به عنوان فرد، وارد آمریکا شدند و نه شکلی از جامعه ولی تعدادی از ارمنیان داوطلبانه در ارتش آمریکا در طی جنگ داخلی این کشور شرکت نمودند. سه دکتر ارمنی به نام‌های «سیمون میناسیان»، «کاراپت گالستیان» و «بارونیک ماتِووسیان» در بیمارستانهای ارتشی در فیلادلفیا، پنسیلوانیا خدمت نموده و تلاشهای آنها در نشریات ارمنی در امپراتوری‌های عثمانی و روسیه گزارش شده‌است.

## اولین موج مهاجرت
در سال ۱۸۷۰ تعداد ارمنیان ساکن ایالات متحده تنها ۶۹ نفر بوده‌است. اولین ارمنیانی که در قرن نوزدهم به ایالات متحده آمدند دانش آموزانی از ارمنستان غربی بودند که در پی تحصیلات عالیه به این کشور آمده بودند. پیش گام این حرکت «خاچاطور وسکانیان» یاد شده‌است که در ایالات متحده مانده و بعداً رئیس «پرس کلوب نیویورک» شد.

## موج دوم مهاجرت
تعدادی از مهاجرت‌های ارمنیان به ایالات متحده در دهه‌های ۱۹۴۰ و ۱۹۵۰ صورت گرفت که در آنها به‌طور قابل ملاحظه‌ای زندانیان سیاسی شوروی در جنگ بودند که بعد از آزادی از اردوگاه آلمان نازی (به عنوان پناهنده) به ایالات متحده مهاجرت نمودند؛ ولی موج واقعی دوم مهاجرت تا زمان آغاز اصلاحات مهاجرت در دههٔ ۱۹۵۰ که به آنها اجازه مهاجرت را داد آغاز نشد که بر اساس این اصلاحات، ارمنیان یک بار دیگر و به عنوان بار دوم از بخش‌های گوناگون دیاسپورای قدیمیشان در جهان و نیز از جمهوری سوسیالیستی ارمنستان شوروی به ایالات متحده مهاجرت کردند.

## توزیع جمعیتی

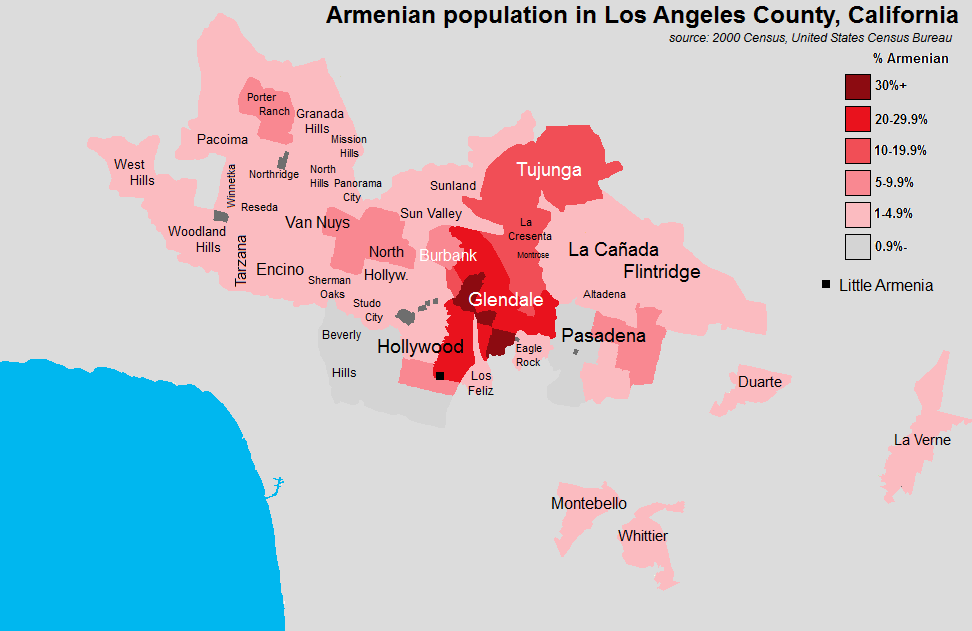
پراکندگی ارمنی‌ها در شهرستان لس‌آنجلس، ۲۰۰۰

اکثر ارمنی‌های آمریکا در مناطق شهری اصلی، به ویژه در کالیفرنیا و شمال‌شرقی و تا حد کمی در غرب میانه متمرکز شده‌اند. بیشترین تجمع آمریکایی‌های ارمنی‌تبار در لس‌آنجلس، نیویورک و بوستون است. بر اساس سرشماری سال ۲۰۰۰، ایالات با بیشترین جمعیت ارمنی عبارت بودند از کالیفرنیا (۲۰۴٬۶۳۱)، ماساچوست (۲۸٬۵۹۵)، نیویورک (۲۴٬۴۶۰)، نیوجرسی (۱۷٬۰۹۴)، میشیگان (۱۵٬۷۴۶)، فلوریدا (۹٬۲۲۶)، پنسیلوانیا (۸٬۲۲۰)، ایلینوی (۷٬۹۵۸)، رود آیلند (۶٬۶۷۷) و تگزاس (۴٬۹۴۱).
- کالیفرنیا و ایالات غربی

کالیفرنیا دارای وسیع‌ترین جمعیت ارمنی و ایرانی آمریکا است. اولین ارمنی که به کالیفرنیا رسید «روبن میناسیان» بود که به نام (نورمارت- Normart) به زبان ارمنی به معنی «مرد جدید» هم در ارمنستان شناخته می‌شد. او در ۱۸۷۴ در شهرستان فرسنو، کالیفرنیا اقامت گزید. اولین ارمنی ای که به قصد اقامت به آمریکا آمدند خانواده «سِروبیان» بودند که در سال ۱۸۸۱ به فرسنو آمدند. با وجود این بعد از گذشت شانزده سال در سال ۱۸۹۷ تعداد ارمنی‌های در شهر فرسنو به ۳۲۹ نفر رسید در سال ۱۹۲۰ ارمنیان شروع به حرکت از مناطق روستائی به شهرهایی نظیر لس آنجلس نمودند در ۱۹۳۰ ارمنیان در کالیفرنیا بیشترین جمعیت را داشتند. عمده‌ترین تمرکز جمعیتی ارمنی‌های آمریکا در شهر گلندیل (کالیفرنیا) است که ۲۶/۲٪ از ساکنین خود از لحاظ هویتی در آمار سال ۲۰۰۰ آمریکا خود را ارمنی معرفی کردند.
- فرسنو

اولین ارمنی در سال ۱۸۷۶ به فرسنو رسید او در خاطراتش نوشته بود که انتظار دیدن یک بهشت را داشت اما او بیابان بکر و گرمی را دید که بیشتر شبیه به جهنم بود. او دو سال بعد به فیلادلفیا بازگشت با وجود این او اولین ارمنی بود که پا به کالیفرنیا گذاشت نام واقعی او «ماردیروس یانیکیان» بود، اما احتمالاً او به بازرس (Ellis Island) می‌گفت «نور مارت اِم» یعنی «نام من نورمارت» است بنا براین او می‌شد فرانک نورمارت. به حساب «هاگوپ نیشیکیان» در ۱۸۹۷ حدود ۳۲۹ ارمنی در فرسنو بوده‌اند.

## میزان جمعیت
مهاجرت ارامنه آمریکا زودتر از قرون هجدهم و نوزدهم نبوده‌است. ایالات متحده کوشید که ملت‌ها و نژادهای گوناگون را به یک تابعیت واحد درآورد در طی قرن اخیر به نظر می‌رسد که ارامنه دارای امنیت و زندگی بهتری در ایالات متحده بوده‌اند.
جامعه ارمنی آمریکا دومین جامعه پرجمعیت ارمنی بعد از روسیه و ثروتمندترین و تحصیل‌کرده‌ترین جامعه ارمنی در خارج از مرزهای کنونی ارمنستان است. این جامعه یک شریک عمده در نوسازی کشور ارمنستان محسوب می‌گردد.
با وجود اینکه مارتین ارمنی (Martin the Armenian) خود تجارت تنباکو را در ۱۶۱۸ در ویرجینیا تأسیس نمود و جورج ارمنی (George the Armenian) که دارای اصلیت ایرانی بود در سال ۱۶۵۰ کشت ابریشم را در برخی از مستعمرات رواج داد مع‌ذالک اولین گروه از ارامنه در اواسط قرن هجدهم تحت الهام از مسیونرهای مذهبی پروتستان در پی تحصیلات در سطوح عالی‌تر در دانشگاه‌های نیوانگلند به آمریکا آمدند.
تعداد آنها در سال ۱۸۹۰ به‌طور تصاعدی بر اثر کشتارهای ضد ارمنی سلطان عبدالحمید افزایش یافت. در سال ۱۹۰۰ پانزده هزار ارمنی به ایالات متحده رسیدند. آنهایی که مورد تعقیب بودند همیشه افراد درمانده‌تری بوده‌اند که در پی سرزمینی بوده‌اند که در آن جا از امنیت فردی بهره‌مند گردند. با اعمال قتل‌عام طرح‌ریزی شده ارامنه توسط دولت ترکیه در ۱۹۱۵ این مهاجرت‌ها ادامه یافتند. در سال ۱۹۲۴ وقتی که ایالات متحده نظام سهمیه‌ای مهاجرت را تنظیم کرد ۱۰۰٬۰۰۰ ارمنی به ایالات متحده مهاجرت کردند که از این میان ۹۵٪ از آنها از ترکیه بودند. بعد از جنگ جهانی دوم، موج دوم مهاجرت که وسیع‌تر بود اتفاق افتاد که شامل پناهندگان بعد از جنگ و افرادی که از اوضاع نابسامان ممالک خاورمیانه و رشد ناسیونالیسم افراطی در ترکیه، سوریه، عراق و ایران به ایالات متحده آمده بودند و ارامنه رومانی و لبنان و نیز مهاجران سیاسی از اتحاد جماهیر شوروی بودند. امروزه بین ۸۰۰٬۰۰۰ تا ۱٬۰۰۰٬۰۰۰ ارمنی در ایالات متحده وجود دارد.
مراکز عمده تاریخی آنها عبارتتد از ورسستر نیویورک، بوستون، واترتاون فیلادلفیا، دیترویت، شیکاگو، فرزنو و سان‌فرانسیسکو و بویژه لس‌آنجلس که خود یک چهارم از یک میلیون ارمنی را در خود در نقاطی مثل هالیوود، گلندیل، پاسادنا، میلواکی و ویسکانسین (که دارای میزان قابل توجهی از ارامنه با یک کلیسای ارتدکس ارمنی است) جای داده‌است.
در سال ۲۰۰۶ جمعیت ارمنی ایالات متحده حدود ۱٬۲۷۰٬۰۰۰ نفر برآورد شده‌است.
در ایالات متحده برای زبان ارمنی مدارسی خصوصی البته عمدتاً مدارس شنبه یا یکشنبه وجود دارد که به تدریس هر دو لهجه ارمنی شرقی و ارمنی غربی می‌پردازند همچنین در حال حاضر ارامنه آمریکا به چهار دسته ارامنه ارمنستان، نوادگان بازمانده از قتل‌عام ترکیه، ارامنه‌ای که از ممالک عربی آمده‌اند و ارامنه ایران تقسیم می‌شوند.

## نگارخانه

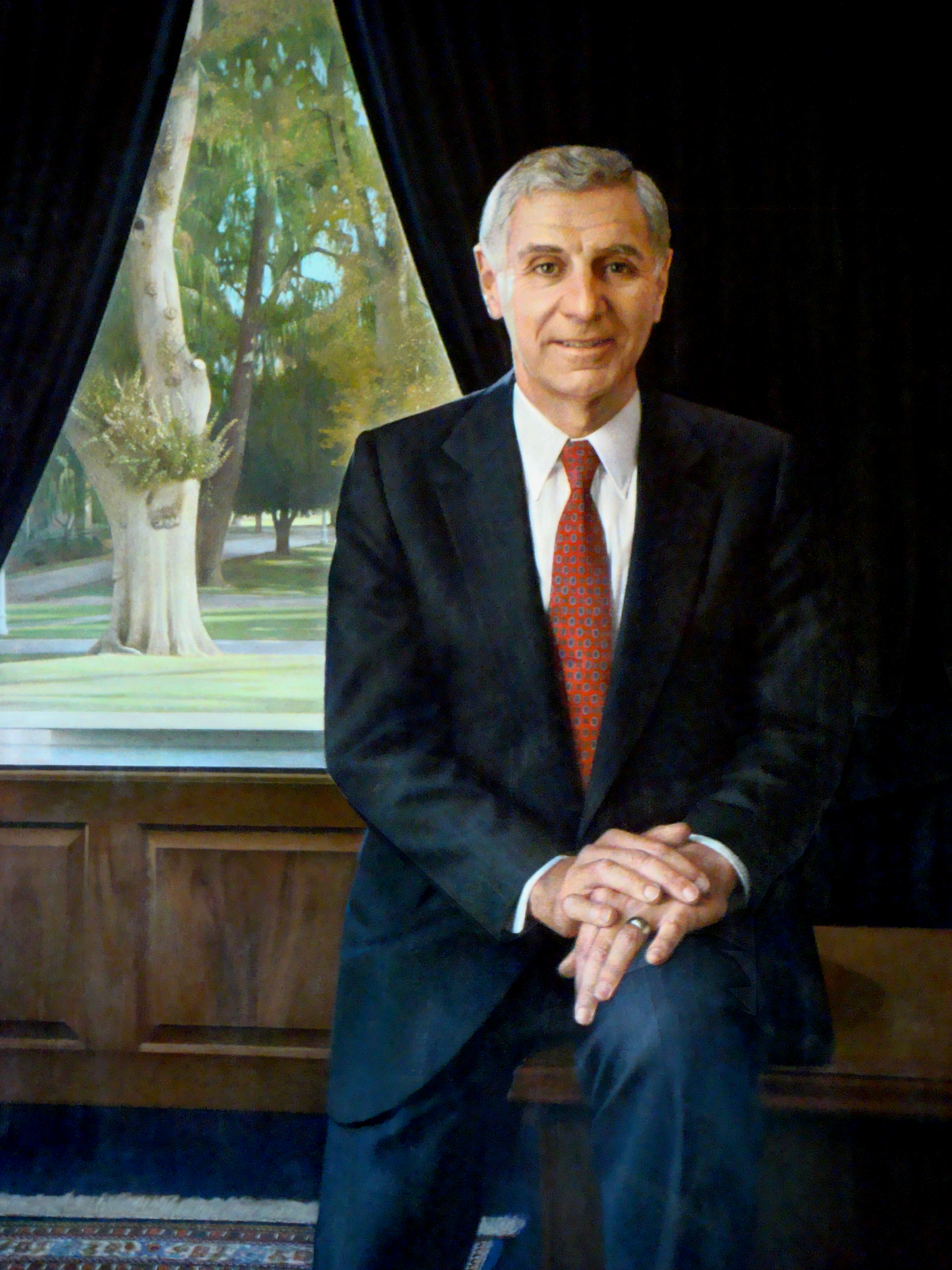
جرج دکمجیان،سیاست‌مدار ارمنی و حزب جمهوری‌خواه ایالات متحده آمریکا
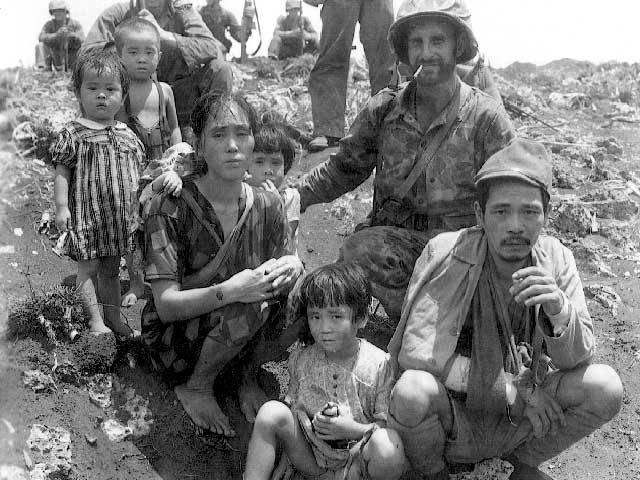
کاپیتان (سرباز)،ارمنی ویکتور ماغاکیان،به همراه سرباز ژاپنی و خانواده اش در سال ۱۹۴۴ میلادی در جزیره سایپن
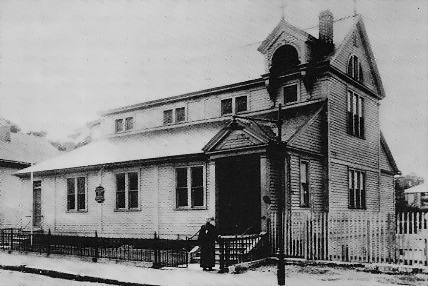
کلیسای ارمنی سال ۱۸۹۱ میلادی در ووستر، ماساچوست
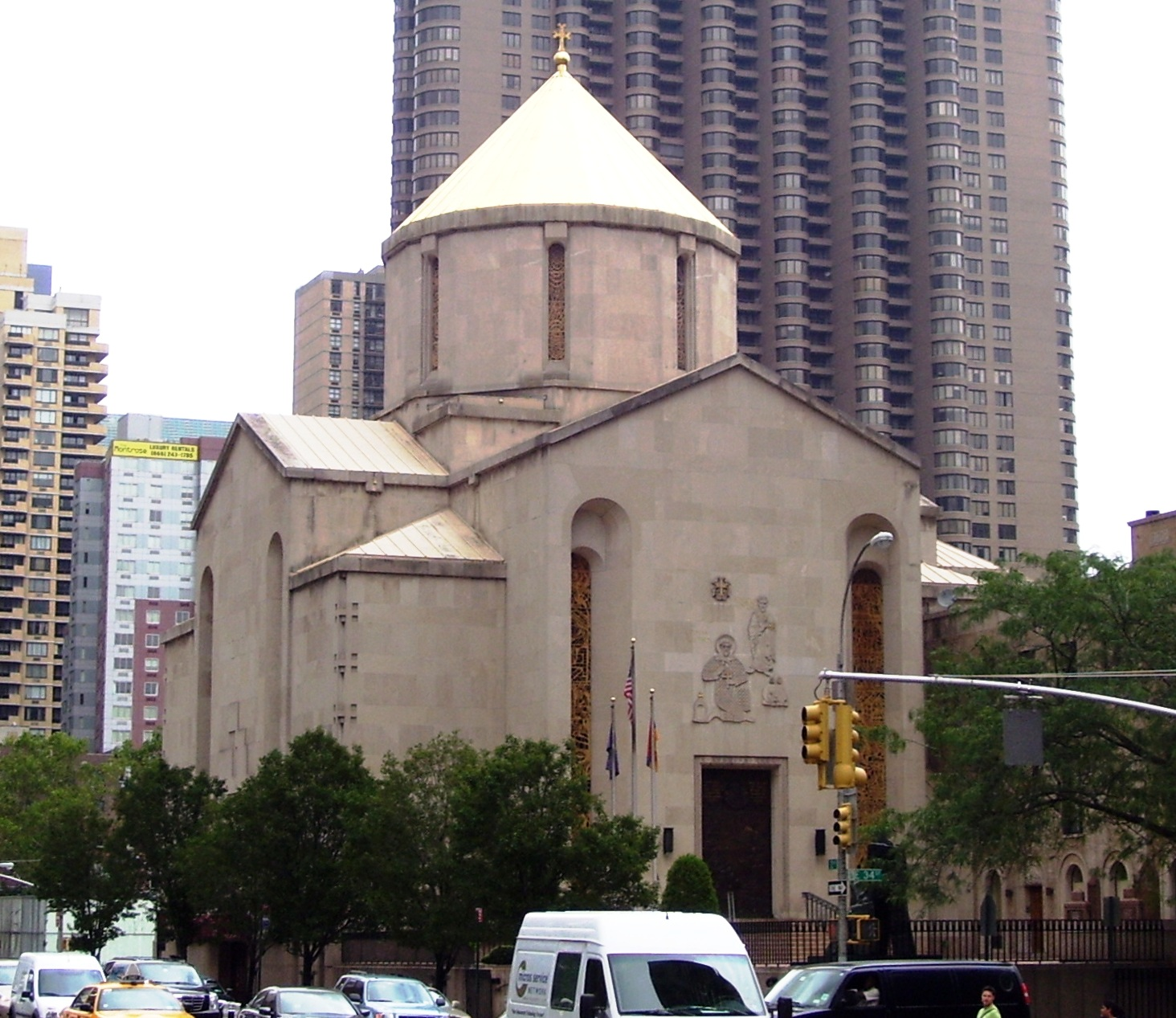
کلیسای وارطان مقدس در نیویورک
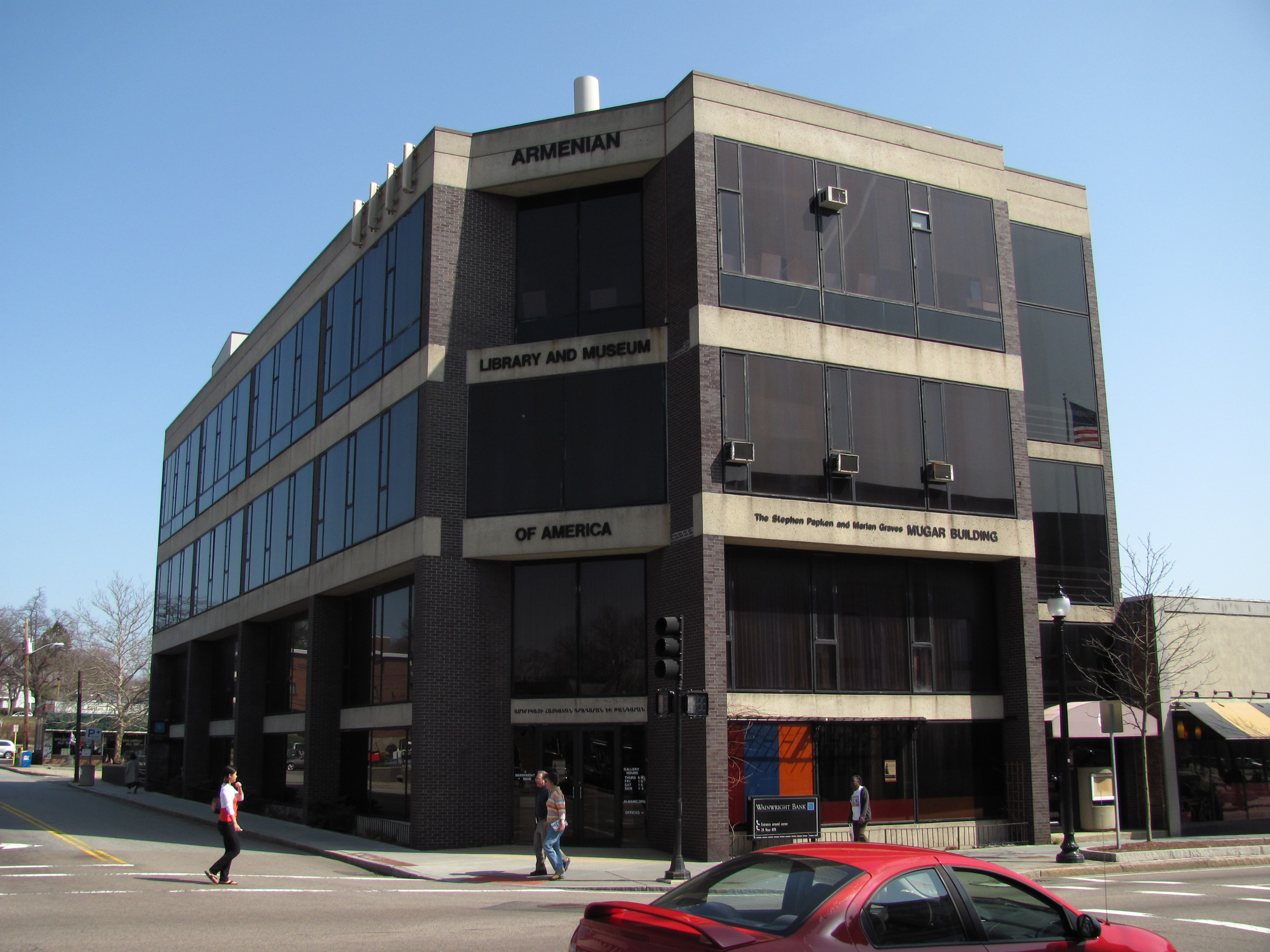
موزه و کتابخانه ارمنیان در واترتاون، ماساچوست
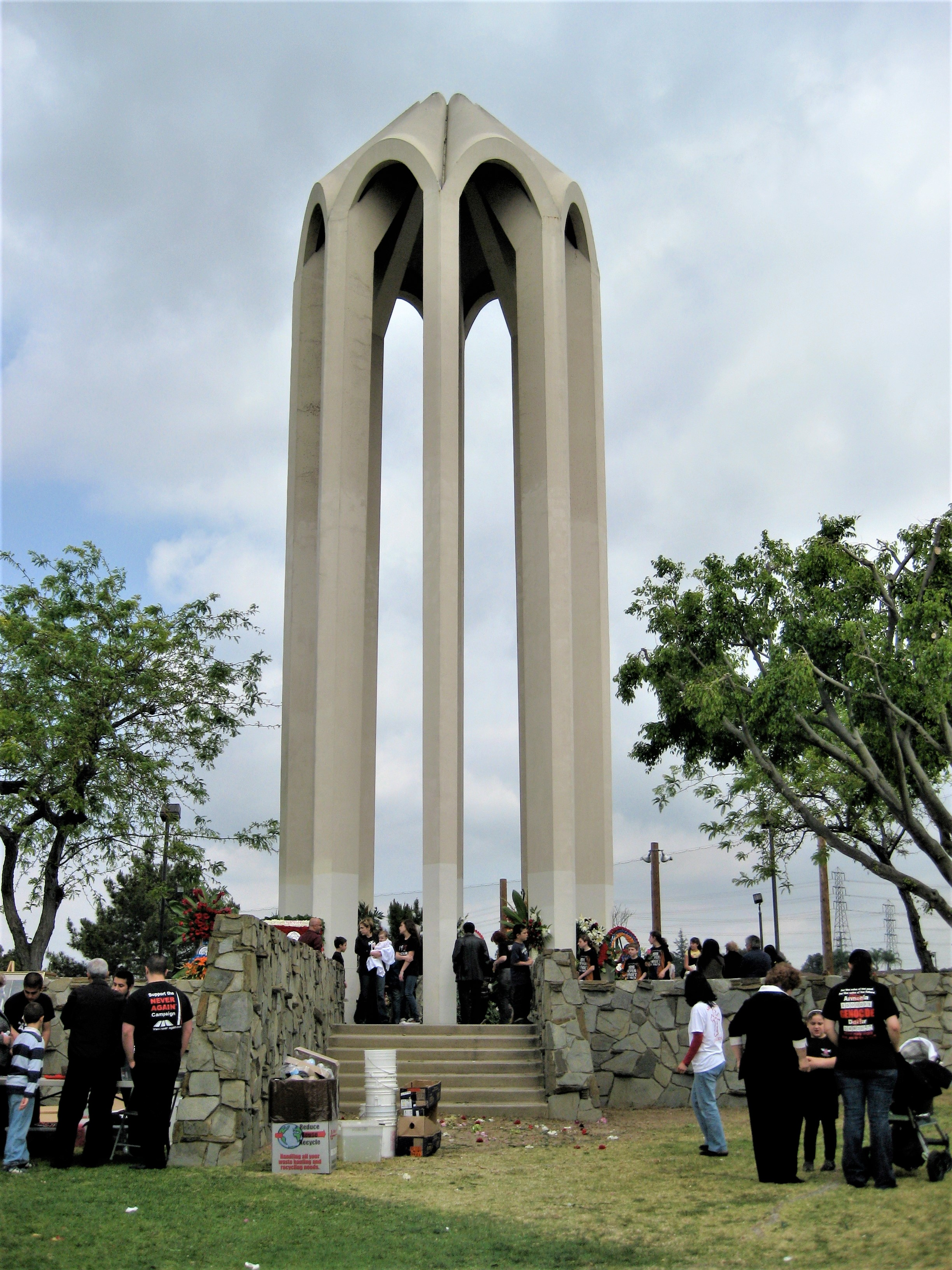
یادمان نسل‌کشی مونته‌بلو
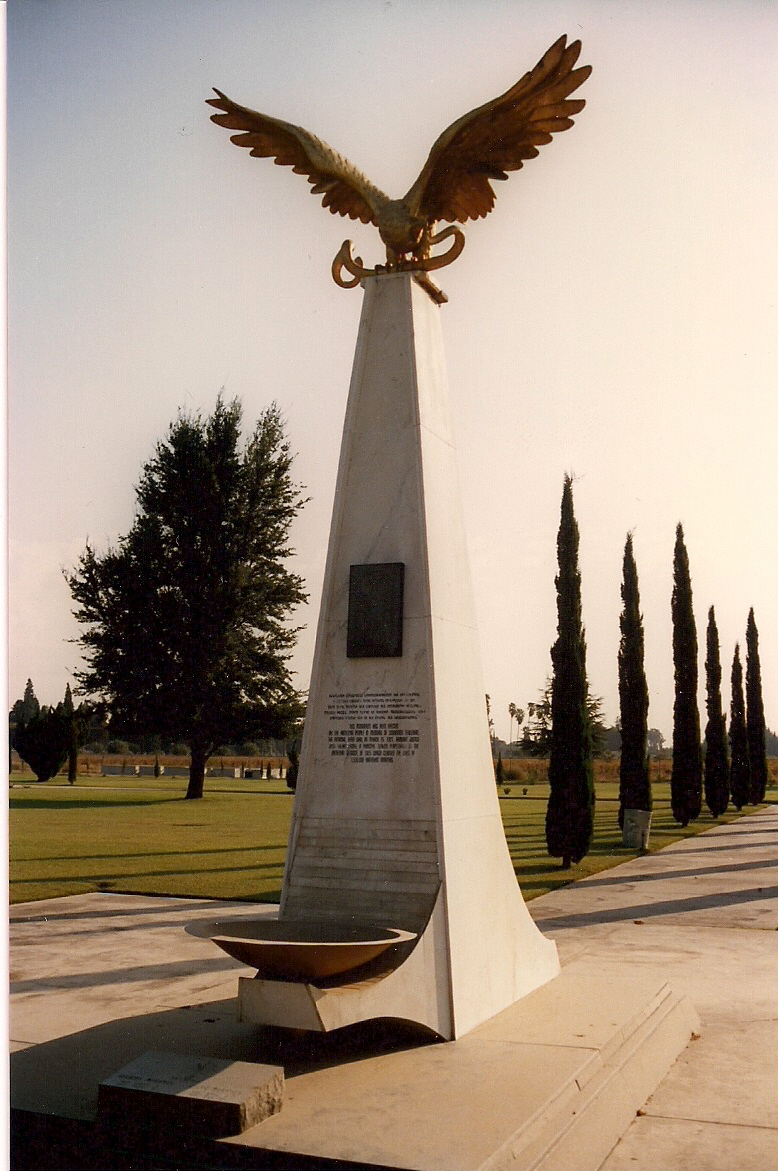
بنای یادبود سوغون تهلیریان در فرزنو، کالیفرنیا
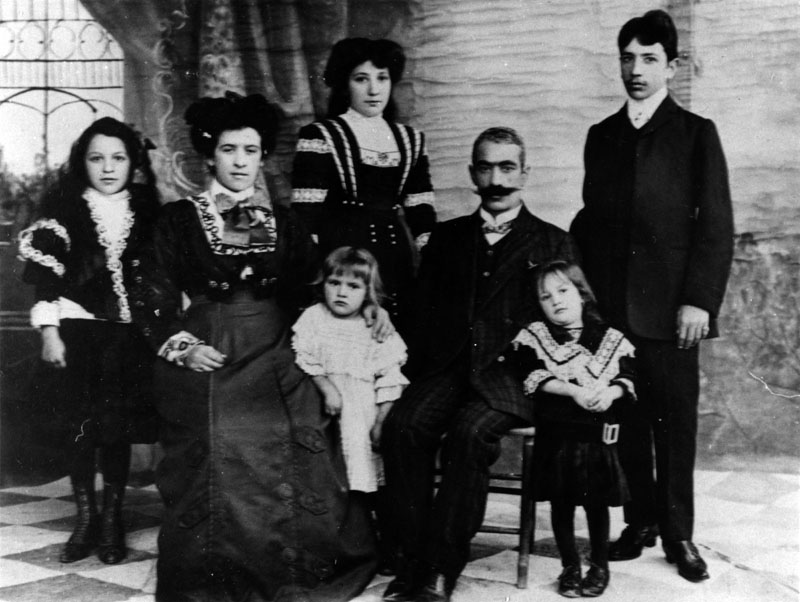
یک خانواده ارمنی در بوستون، ماساچوست سال ۱۹۰۸ میلادی
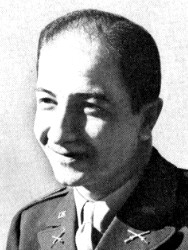
ارنست درویشیان سرهنگ بازنشسته ارتش آمریکا در دوران جنگ جهانی دوم.